# Rocket 88
Rocket 88 è un brano musicale cantato da Jackie Brenston, accompagnato dalla Ike Turner Band, pubblicato negli Stati Uniti nel 1951 e registrato negli studi Memphis Recording Service di Sam Phillips per l'etichetta Chess Records.
Il diciannovenne Ike Turner era anche l'autore del testo. Il titolo della canzone richiamava un modello di autovettura Oldsmobile, la "Rocket 88". È considerata universalmente la prima canzone rock 'n' roll.
Di questa canzone Phillips disse in seguito: «Senza togliere meriti a chi è venuto dopo come Bill Haley, parlava di automobili (e quale giovane non ne avrebbe voluto possederne una), l'argomento era giusto ed anche il suono era giusto, per essere definita come capostipite del Rock 'n' Roll».